# Geostiba simplicicollis
Geostiba simplicicollis – gatunek chrząszcza z rodziny kusakowatych i podrodziny rydzenic.
Gatunek ten opisany został po raz pierwszy w 2019 roku przez Volkera Assinga na łamach „Linzer biologische Beiträge”. Jako lokalizację typową wskazano północne okolice Birkiani w gruzińskiej Kachetii. Epitet gatunkowy oznacza po łacinie „prostoszyja” i odnosi się do niezmodyfikowanej formy przedplecza samca.
Chrząszcz o wydłużonym ciele długości od 2,9 do 3,4 mm. Głowa jest ruda do brązowej, o czułkach ciemnorudych do brązowych z rudo rozjaśnionymi dwoma lub trzema początkowymi członami. Mniej więcej tak szerokie jak długie przedplecze ma barwę głowy i pozbawione jest dymorfizmu płciowego. Pokrywy również mają barwę głowy, u dużych samców są ziarniście punktowane, u samic i małych samców punktowanie jest bardzo delikatne i nieziarniste. Nie występują inne modyfikacje pokryw. Odnóża mają żółte ubarwienie. Odwłok jest rudy do brązowego z przyciemnionymi segmentami szóstym i siódmym.
Gatunek palearktyczny, znany wyłącznie z Kachetii. Znajdywany w lasach liściastych i na pobrzeżach lasów mieszanych, na rzędnych od 750 do 760 m n.p.m. Bytuje w ściółce i wierzchniej warstwie wilgotnej gleby.